# Eleocharis melanocephala
Eleocharis melanocephala är en halvgräsart som beskrevs av Charles Baron Clarke. Eleocharis melanocephala ingår i släktet småsäv, och familjen halvgräs. Inga underarter finns listade i Catalogue of Life.